# Univerzita v Turku
Univerzita v Turku (finsky Turun yliopisto, švédsky Åbo universitet) je po Helsinské univerzitě druhá největší univerzita ve Finsku. Ročně na ni studuje zhruba 21 000 studentů. Její fakulty se kromě Turku nacházejí také ve městech Rauma, Pori a Salo.
Univerzita byla založena v roce 1920 a jedná se o v pořadí třetí univerzitu nacházející se v Turku. První byla Královská akademie v Turku, založená již v roce 1640. Po Velkém požáru Turku v roce 1828 se však přestěhovala do Helsinek a fungovala dál jako Helsinská univerzita. Druhou univerzitou byla švédská Åbo Akademi, založená v roce 1917, se kterou Univerzita v Turku spolupracuje.
Od roku 1997 je rektorem univerzity Keijo Virtanen.

## Známí absolventi
- Mauno Koivisto – bývalý finský prezident
- Sauli Niinistö – finský politik a prezident
- Petteri Orpo – finský politik a předseda vlády
- Ville Niinistö – finský politik, ministr životního prostředí a předseda Zeleného svazu
- Paula Lehtomäki – bývalá finská ministryně životního prostředí, zahraničního obchodu a rozvoje
- Liisa Hyssälä – bývalá ministryně zdravotnictví a sociálních věcí
- Helli Laaksonen – básnířka